# Кантакузен, Фома Матвеевич
Фома Матвеевич Кантакузен (Тома Кантакузино, рум. Toma Cantacuzino; ок. 1665 — 22 декабря 1721, деревня Трухново) — валашский и российский военачальник, великий спафарий Валахии. Сын Матфея Кантакузина.
Бежал в Россию от преследования Константина Брынковяну. Принят Петром I в русскую службу в чине генерал-майора (с 29 июля 1711 года).
В конце 1712 году повелением Петра I генерал-майору Кантакузино было поручено формирование кавалерийского корпуса численностью 800 человек, укомплектованного из ранее выехавших из Молдавского и Валашского княжеств военно-служилых людей. Тома Кантакузино успешно справился с поручением командования, набрав за счет собственных средств к началу 1713 г. несколько легкоконных команд численностью 280 человек, которых разместил в окрестностях Киева. Тогда же под команду Кантакузенна были переданы пять драгунских полков, расквартированных на Украине. Кроме того, ему велено было стать шефом Тобольского драгунского полка.
13 июня 1713 года, затянувшийся русско-турецкий конфликт завершился третьим, на этот раз последним, возобновлением мирного договора, подписанного на Пруте. Осенью того же года началось новое сокращение иноземных частей. Полностью был распущен корпус Фомы Кантакузена.
Несмотря на горькое чувство обманутого доверия, которое испытал царь и его соратники по отношению к Константину Брынковяну после трагических событий 1711 года, в Москве тем не менее «за благо рассудили» сохранить и продолжить тайные связи с валашским двором. Поддерживать эти связи было поручено Фоме Кантакузену, который вплоть до смещения Константина Брынковяну с княжеского трона поддерживал с ним и его ближайшим советником Константином Кантакузино секретную переписку.
Был комендантом крепости святой Анны (Ростов-на-Дону).
После того, как Фёдор Мирович вместе с Мазепой перешёл на сторону шведов, по указу Петра I в 1718 году все имения Мировичей, в том числе хутор Драбов, были отписаны князю Кантакузену. В 1738 году вдова Кантакузена отписала Драбов царской казне.
Cкончался 22 декабря 1721 года в деревне Трухнове, отстоящей в 70 верстах от Устюжны Железопольской. Причиной смерти явилось кровоизлияние в мозг.